# 利卡里奥
利卡里奥（Licario，希腊史家称他为Ἰκάριος）是13世纪的拜占庭帝国海军将领，出生在希腊，父亲来自意大利。他出生于拉丁人政权内格罗蓬特三主国治下的优卑亚岛，担任骑士，由于与当地领主不和，他投靠了拜占庭帝国，在13世纪70年代为米海尔八世（1259-1282年在位）皇帝收复了许多爱琴海岛屿，包括他的家乡优卑亚岛的大部。皇帝将优卑亚岛封给了他，并先后任命他为“马厩大伯爵（μέγας κονόσταυλος）”与“大都督（μέγας δούξ，海军司令）”。

## 生平

### 家世与早年生活
利卡里奥出生于拉丁人统治下的希腊优卑亚岛（拉丁人称内格罗蓬特）卡里斯托斯，父亲是维琴察人，母亲是当地女性。他的出身不算高，但他很有野心。作为一名骑士，他效忠于内格罗蓬特三领主之一吉贝尔托二世·达维罗纳（Giberto II da Verona），在此期间，他赢得了吉贝尔托的姐妹，三领主中另一位纳尔佐托·达勒卡尔切里的遗孀菲利萨（Felisa）的芳心。但菲利萨的家人并不支持这门婚事，于是他们决定秘密结婚，事情泄露之后，女方的家属宣布婚姻无效，而利卡里奥为了避祸，逃到了优卑亚岛南端金角附近的阿内莫菲莱（Anemopylae）堡垒，招募了一批追随者，恢复了堡垒中原本坚固的防御工事，并以之为基地，开始袭击岛上贵族们的地产。

### 投靠拜占庭帝国

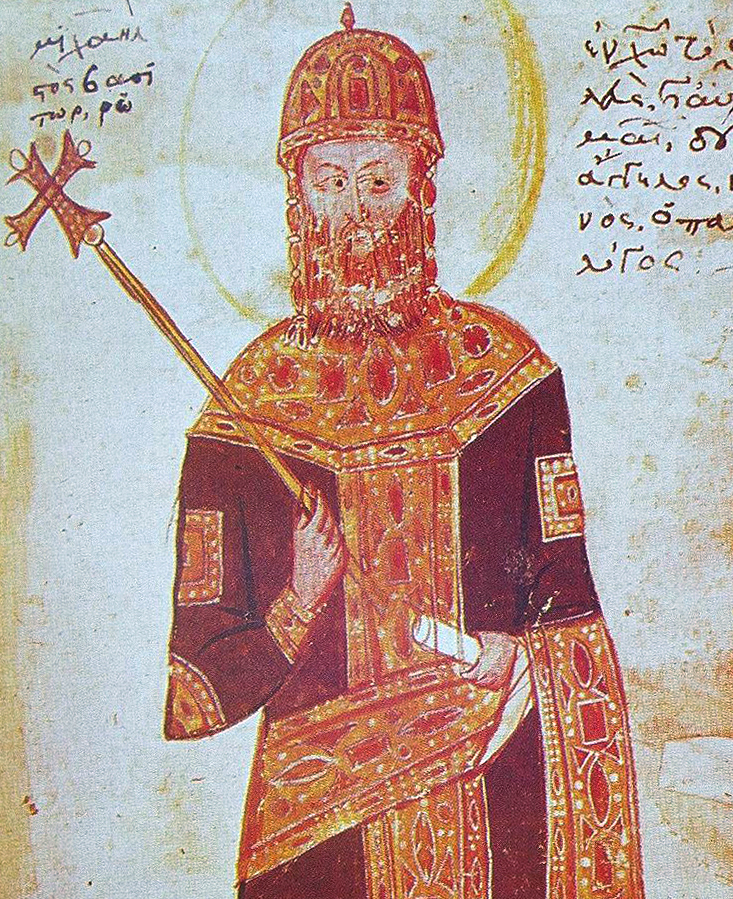
米海尔八世像

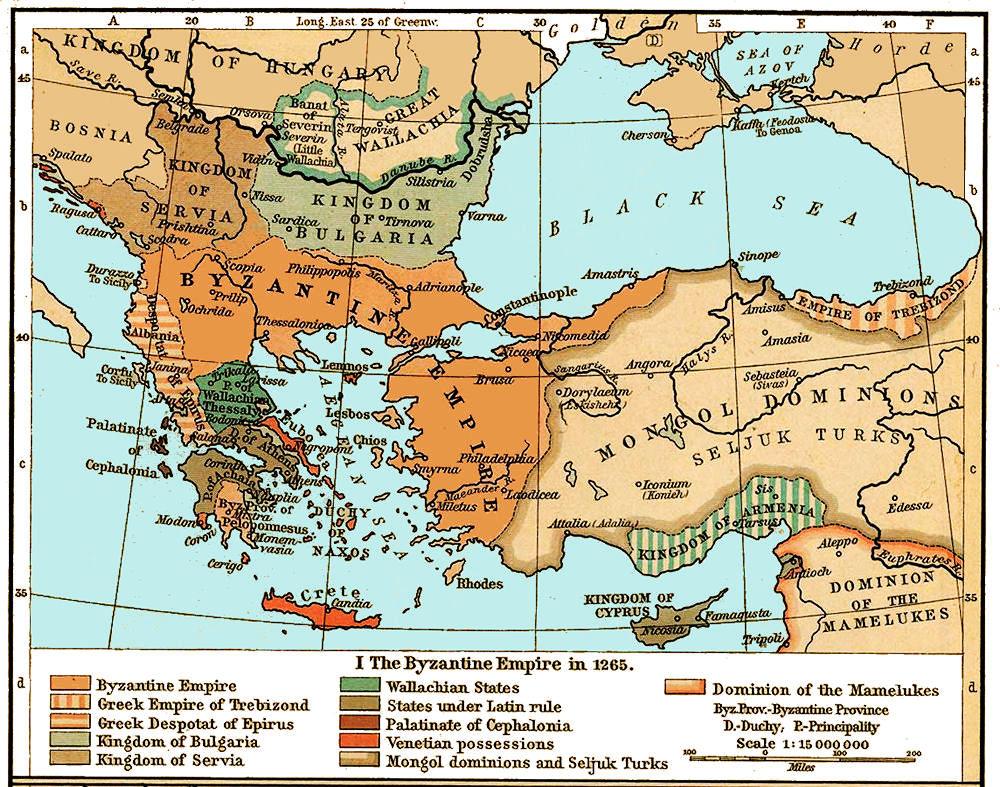
约1265年的拜占庭帝国与希腊的拉丁人属地

此时，米海尔八世统治下的刚刚收复君士坦丁堡的拜占庭帝国计划收复优卑亚岛。优卑亚岛此时是拉丁人在爱琴海最重要的岛屿领地之一，而且也是他们的主要海军基地，威尼斯舰队和劫掠拜占庭岛屿的拉丁人都会利用优卑亚岛。此外，优卑亚岛的拉丁人政权和亚该亚亲王国也是拜占庭帝国完全收复希腊的两大阻碍。1269/70年，阿莱克修斯·杜卡斯·菲兰斯罗佩诺斯率领的拜占庭舰队就曾以报复拉丁人对小亚细亚海岸的袭击为由进攻优卑亚岛，在奥雷奥斯附近俘获了许多拉丁人贵族。
岛上的贵族都不愿接纳利卡里奥，因而渴望复仇、荣耀与金钱的他在此时前往会见菲兰斯罗佩诺斯，提出要为他服务，后者带他回去面见皇帝。米海尔八世一向愿意任用有才华的西欧人，在此之前，已招募了几位拉丁海盗为他服务。利卡里奥按照西欧的封建规则向皇帝宣誓效忠，皇帝则拨给他一支帝国军队。在利卡里奥的领导下，拜占庭帝国可以开始认真地尝试征服优卑亚岛，岛上的希腊人也经常叛逃到他们一边。
1272/73年，利卡里奥率领的拜占庭军占领了岛上的拉尔梅纳（Larmena）、拉·库帕（La Cuppa）、克里苏拉（Clisura）、曼杜霍（Manducho）四座堡垒。岛上的领主们向他们的领主，亚该亚亲王纪尧姆二世以及西西里王国的元帅德勒·德博蒙（Dreux de Beaumont）求援。纪尧姆二世成功夺回了拉·库帕堡垒，但德勒·德博蒙在激烈的战斗中被击败，随后被安茹的查理召回。根据威尼斯史家老马里诺·萨努托的记载，这次战役之后到1275年，利卡里奥在小亚细亚的拜占庭军中服役，并曾在那里战胜了突厥人。 

### 征服优卑亚岛与爱琴海上的战斗
1276年，拜占庭军在德米特里阿斯战役中大胜优卑亚岛领主们的部队，之后他们继续进攻优卑亚岛。利卡里奥率军进攻他的家乡，南部领主的首都卡里斯托斯，经历了长时间围攻后，他在同一年拿下该城。作为奖励，米海尔八世将整个优卑亚岛授予他作为封地，还将一位高贵的希腊妇女嫁给他，附带丰厚的嫁妆，作为回报，利卡里奥有义务向皇帝提供200名骑兵。利卡里奥此后继续进攻岛上的拉丁人堡垒，到1278年，他已几乎征服除首府内格罗蓬特（哈尔基斯）以外的整个岛屿。
取得成功之后，拜占庭帝国任命他为“马厩大伯爵（μέγας κονόσταυλος）”，即拉丁人雇佣兵的首领，阿莱克修斯·杜卡斯·菲兰斯罗佩诺斯于1276年去世后，他又接任“大都督（μέγας δούξ）”，即海军司令，成为第一个获此殊荣的外族人。此后，他率领拜占庭海军多次进攻被拉丁人占领的爱琴海岛屿。第一个被他攻占的是斯科派洛斯岛，该岛的防御工事素以坚不可摧著称，但利卡里奥了解该岛缺乏淡水供给，因而他于1277年干燥的夏日发起进攻，迫使守军投降，岛屿的领主菲利波·吉西（Filippo Ghisi）被俘并被送往君士坦丁堡；菲利波属下的斯基罗斯岛、斯基亚索斯岛、阿莫尔戈斯岛不久后也被他夺取。在此之后，利卡里奥又夺取了位于摩里亚（伯罗奔尼撒）南部海外的基西拉岛、安迪基西拉岛，再之后是基克拉泽斯群岛中的凯阿岛、阿斯蒂帕莱阿岛、圣托里尼岛，大岛利姆诺斯岛也被他夺取，尽管其领主保罗·纳维加约索在被围之下坚持了三年。
最后，利卡里奥于1279年末或1280年初回到优卑亚岛，在北部城镇奥雷奥斯登陆，率军向南前往内格罗蓬特。他手下的士兵中包括许多西班牙人、加泰罗尼亚雇佣兵（这是他们第一次被提及在希腊存在），甚至还有在贝内文托战败身死的西西里的曼弗雷迪的旧追随者，他们在主人被击败后来到希腊。当他到达内格罗蓬特时，正在城中的他的旧主君吉贝尔托二世·达维罗纳（Giberto II da Verona）以及雅典公爵让一世·德拉罗什率军出城与他交战。两军在内格罗蓬特东北面的瓦通达斯（Vatondas）村相遇，战斗以利卡里奥大获全胜告终，让一世·德拉罗什落马被俘，吉贝尔托的命运则有两种说法，老马里诺·萨努托称他在此战中战死，拜占庭史家尼基弗罗斯·格雷戈拉斯则称他也被俘，并与德拉罗什一起被押往君士坦丁堡，然而他看到利卡里奥这个“可恶的叛徒”在拜占庭宫廷中受到恩宠后，便气得倒地身亡。
瓦通达斯战后，内格罗蓬特城眼看也要被利卡里奥攻下，但该城得到了阿尔戈斯与瑙普利亚领主雅克·德拉罗什（Jacques de la Roche）的火速支援，他与威尼斯驻内格罗蓬特代表尼科洛·莫罗西尼·罗索（Niccolo Morosini Rosso）共同组织了防御。面对对方的坚定防守，再加上可能担心色萨利统治者约翰一世·杜卡斯会干预战事，利卡里奥被迫决定撤围。他转头攻打岛上其他的拉丁堡垒，很快岛上不服从他的就只剩下内格罗蓬特城了，他以菲利亚（Fillia）为自己的统治中心。此后他还继续进行海军远征，夺取了锡夫诺斯岛与塞里福斯岛，他的舰队还袭击了摩里亚。
之后利卡里奥前往君士坦丁堡，带着他的俘虏觐见米海尔八世皇帝，但就在约1280年他的事业达到顶峰后，他的名字便消失在历史记载之中。无法得知他后来命运如何，最可能的是他定居君士坦丁堡，并在那里去世。

## 评价
利卡里奥的征服成果并没有持续很长时间，威尼斯和拉丁领主们逐渐又将拜占庭势力赶走，他的个人封地、主要成果优卑亚岛也是一样，到1296年，拉丁领主们完全收复该岛。不过，利卡里奥仍称得上是米海尔八世麾下最杰出的将领之一，他的胜利极大提高了米海尔八世在拉丁人之中的威望。现代学者德诺·约翰·耶阿纳科普罗斯（Deno John Geanakoplos）认为利卡里奥和米海尔八世之弟约翰·巴列奥略是给希腊的拉丁统治者造成最大损害的两个人。

## 引用
1. 1 2  Setton 1976，第425頁.
2. 1 2 3 4  Fine 1994，第190頁.
3. 1 2  Geanakoplos 1959，第236頁.
4. ↑  Geanakoplos 1959，第235頁.
5. ↑  Geanakoplos 1959，第235–236 (note 26)頁.
6. ↑  Geanakoplos 1959，第209–211, 235頁.
7. ↑  Geanakoplos 1959，第237頁.
8. ↑  Geanakoplos 1959，第295頁.
9. 1 2  Setton 1976，第426頁.
10. ↑  Geanakoplos 1959，第211, 297頁.
11. 1 2  Bartusis 1997，第60頁.
12. ↑  Geanakoplos 1959，第295–296頁.
13. 1 2 3  Geanakoplos 1959，第296頁.
14. 1 2  Setton 1976，第426–427頁.
15. ↑  Setton 1976，第427頁.
16. ↑  Geanakoplos 1959，第296–297頁.
17. ↑  Fine 1994，第190–191頁.
18. ↑  Setton 1976，第427–428頁.
19. ↑  Fine 1994，第191頁.
20. ↑  Setton 1976，第428頁.
21. ↑  Geanakoplos 1959，第298–299頁.
22. ↑  Fine 1994，第243–244頁.
23. ↑  Nicol 1993，第59–60頁.
24. ↑  Geanakoplos 1959，第299頁.
25. ↑  Nicol 1993，第59頁.